# 梅津區

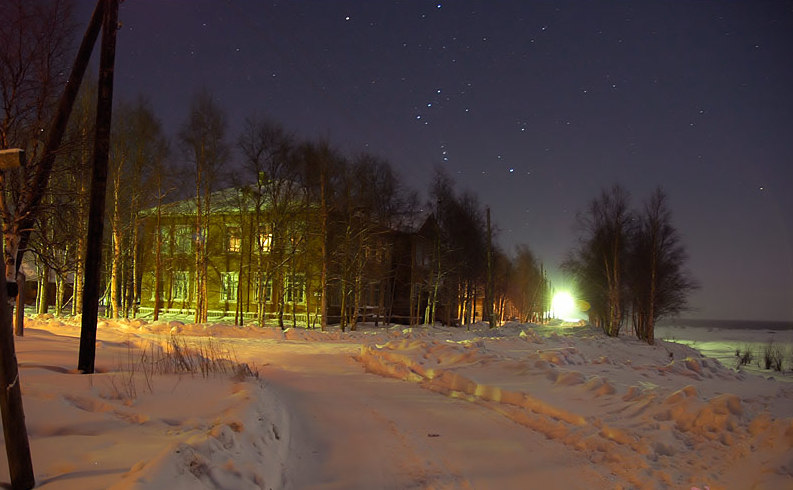

64°51′N 44°14′E / 64.850°N 44.233°E
梅津區（俄语：Мезенский район），是俄羅斯的一個區，位於該國西北部，由阿爾漢格爾斯克州負責管轄，始建於1929年7月15日，面積34,400平方公里，2010年人口10,330，人口密度每平方公里0.3人。